# 석지현
석지현(1990년 1월 16일 ~)는 컴파운드를 주종목으로 하고 있는 대한민국의 양궁 선수이다. 2014년 인천 아시안 게임에서 최보민, 김윤희와 함께 단체전 금메달을 획득하였고 개인전에서는 최보민에게 져 은메달을 획득했다.

## 학력
- 경남체육고등학교
- 한국체육대학교